# ジーリーメディアグループ
株式会社ジーリーメディアグループ（英: geelee media group Inc.、中: 吉日媒體行銷集團有限公司）は、東京都渋谷区に本社を置く日本の企業である。台湾台北市に支社を保有している。

## 概要
2012年5月より訪日台湾・香港に向けた総合メディア事業を行う。繁体字日本情報サイト「樂吃購（ラーチーゴー）！日本」の運営を中心に、訪日台湾人・香港人に向けた幅広い事業を行う。創業者の吉田皓一が代表取締役社長を務める。
「樂吃購！日本」は中国語でそれぞれ「樂（遊ぶ）・吃（⾷べる）・購（買う）」を意味し、日本での遊び方、食、買い物に関する情報を中心に日本の情報を台湾人・香港人に発信する。「台湾人香港人目線」の情報にこだわり、日本語の記事を翻訳するのではなく、すべての記事は台湾人香港人のライターが繁体字で執筆する。また、ソーシャル・ネットワーキング・サービスのFacebookと連携している点も大きな特徴である。2019年には月間ユーザー数200万人、2020年には240万人を突破した。
2016年2月から台北市内でアンテナショップMiCHi cafe（ミチカフェ）の運営を開始。ユーザーとのオフラインの交流を目的とし、地上1階、地下1階、40坪の店内で「日本物産品の販売」、「観光情報の発信」、「サンプリング・アンケート調査」、「イベント・セミナー開催」の4事業を中心に運営した。（2020年5月閉店）
2019年8月から中国大陸に向けた「楽吃購！日本」簡体字版をリリース。2019年12月より中国の旅行メディア「馬蜂窩」と連携しユーザーを伸ばしている。
2019年11月には台湾市場に向けたオリジナル日本酒「これあらた」を販売開始。
2020年1月には日本人に向けた台湾情報サイト「美麗（メイリー）！台湾」をリリース。
新型コロナウイルスの流行による訪日客減少に伴い、2020年3月より台湾人向け越境ECサイト運営と輸出事業を強化。

## 沿革
- 2012年5月 - ウェブサイト「樂吃購！日本」設立[13] - 台北オフィス設立[14]
- 2013年11月 - ジーリーメディアグループ創業[13]
- 2016年2月 - MiCHi カフェ開業[15]
- 2017年4月 - 宿泊・アクティビティ予約検索サービス開始[16]
- 2017年6月 - 日本語学習アプリをリリース[17]
- 2018年10月 -ぐるなびと連携し中国語（繁体字）のチャットボットによるオンライン飲食店予約機能を用いたサービスを開始[18]
- 2019年1月 - 北海道FMノースウェーブにて、台湾情報番組「美麗！台湾」（メイリー！タイワン）開始。[19]
- 2019年8月 - 中国大陸に向けた「楽吃購！日本」簡体字版をリリース。[10]
- 2019年11月- 台湾市場に向けたオリジナル日本酒「これあらた」を販売開始。[11]
- 2020年1月 - 日本人向け台湾情報サイト「美麗（メイリー）！台湾」をリリース。[12]
- 2020年11月 - 台湾政府交通部が所管する一般社団法人中華顧問工程司と業務提携開始。[20]
- 2021年3月 - 台湾人向け日本産品購入応援クラウドファンディングを開始。
- 2021年4月 - 日本地域産品を輸出強化のため、全国みちの駅とのEC実証実験を開始。[21]
- 2021年5月 - 台湾政府経済部が所管する一般社団法人台湾経済研究院と業務提携開始。[22]

## 受賞歴
- 2016年1月 - 日経優秀製品サービス賞 日経電子版賞最優秀賞受賞[23]